# August Wilhelm Knoch
August Wilhelm Knoch  (* 8. Juni 1742 in Braunschweig; † 2. Juni 1818 ebenda) war ein deutscher Naturforscher und  Professor für Physik am Collegium Carolinum.

## Leben
Knoch, der Sohn des braunschweigischen Hofpredigers Georg Knoch, schloss ein Theologiestudium in Leipzig mit Auszeichnung ab und arbeitete anschließend in Braunschweig als Hauslehrer bei dem Geheimrat v. Hoym. 1775 wurde er am Carolinum zunächst als Hausmeister angestellt, was ihm Gelegenheit gab, sich ausführlicher seiner Neigung zu den Naturwissenschaften zu widmen. 
Knoch arbeitete auf dem Gebiet der Entomologie und aus seinen genauen Beobachtungen entstand das von 1781 bis 1783 erschienene dreibändige Werk Beiträge zur Insektengeschichte. 1789 wurde er zum Professor für Physik ernannt. Sein Werk Neue Beiträge zur Insektenkunde erschien 1801. 

## Werke
- Beiträge zur Insektengeschichte. 3 Bände. Schwickert, Leipzig 1781/1782/1783. doi:10.5962/bhl.title.48658
- Neue Beiträge zur Insektenkunde. Schwickert, Leipzig 1801.